# Caio César Alves dos Santos
Caio César Alves dos Santos eller Caio (født 29. maj 1986) er en brasiliansk fodboldspiller som spiller i Eintracht Frankfurt.